# قشلاق اصغر
قشلاق اصغر یک روستا در ایران است که در دهستان قشلاق شرقی واقع شده‌است.